# ألان ألبوروف (لاعب كرة قدم)
ألان ألبوروف هو لاعب كرة قدم روسي في مركز الدفاع، ولد في 27 يونيو 1990 في تبليسي في جورجيا. لعب مع سبارتاك فلاديقوقاز.